# Temporada da NBA de 1972–73
A temporada da NBA de 1972-73 foi a 27ª temporada da National Basketball Association. Ela foi encerrada com o New York Knicks conquistando o campeonato da NBA após derrotar o Los Angeles Lakers por 4-1 nas finais da NBA.

## Temporada regular

### Conferência Leste
| Time               | V  | D  | %    | JA |
| ------------------ | -- | -- | ---- | -- |
| Boston Celtics     | 68 | 14 | .829 | -  |
| New York Knicks C  | 57 | 25 | .695 | 11 |
| Buffalo Braves     | 21 | 61 | .256 | 47 |
| Philadelphia 76ers | 9  | 73 | .110 | 59 |

| Time                | V  | D  | %    | JA |
| ------------------- | -- | -- | ---- | -- |
| Baltimore Bullets   | 52 | 30 | .634 | -  |
| Atlanta Hawks       | 46 | 36 | .561 | 6  |
| Houston Rockets     | 33 | 49 | .402 | 19 |
| Cleveland Cavaliers | 32 | 50 | .390 | 20 |

### Conferência Oeste
| Time                    | V  | D  | %    | JA |
| ----------------------- | -- | -- | ---- | -- |
| Milwaukee Bucks         | 60 | 22 | .732 | -  |
| Chicago Bulls           | 51 | 31 | .622 | 9  |
| Detroit Pistons         | 40 | 42 | .488 | 20 |
| Kansas City-Omaha Kings | 36 | 46 | .439 | 24 |

| Time                   | V  | D  | %    | JA |
| ---------------------- | -- | -- | ---- | -- |
| Los Angeles Lakers     | 60 | 22 | .732 | -  |
| Golden State Warriors  | 47 | 35 | .573 | 13 |
| Phoenix Suns           | 38 | 44 | .463 | 22 |
| Seattle SuperSonics    | 26 | 56 | .317 | 34 |
| Portland Trail Blazers | 21 | 61 | .256 | 39 |

C - Campeão da NBA

## Líderes das estatísticas
| Categoria             | Jogador          | Time                    | Estat. |
| --------------------- | ---------------- | ----------------------- | ------ |
| Pontos por jogo       | Nate Archibald   | Kansas City-Omaha Kings | 34.0   |
| Rebotes por jogo      | Wilt Chamberlain | Los Angeles Lakers      | 18.6   |
| Assistências por jogo | Nate Archibald   | Kansas City-Omaha Kings | 11.4   |
| Arremessos (%)        | Wilt Chamberlain | Los Angeles Lakers      | .727   |
| Tiros livres (%)      | Rick Barry       | Golden State Warriors   | .902   |

## Prêmios
- Jogador Mais Valioso: Dave Cowens, Boston Celtics
- Revelação do Ano: Bob McAdoo, Buffalo Braves
- Treinador do Ano: Tom Heinsohn, Boston Celtics
- All-NBA Primeiro Time:
  - John Havlicek, Boston Celtics
  - Nate Archibald, Kansas City-Omaha Kings
  - Kareem Abdul-Jabbar, Milwaukee Bucks
  - Spencer Haywood, Seattle SuperSonics
  - Jerry West, Los Angeles Lakers

- All-NBA Time Revelação:
  - Dwight Davis, Cleveland Cavaliers
  - Bob McAdoo, Buffalo Braves
  - Fred Boyd, Philadelphia 76ers
  - Jim Price, Los Angeles Lakers
  - Lloyd Neal, Portland Trail Blazers

- NBA All-Defensive Times:
- Primeiro Time:
  - Dave DeBusschere, New York Knicks
  - John Havlicek, Boston Celtics
  - Wilt Chamberlain, Los Angeles Lakers
  - Jerry West, Los Angeles Lakers
  - Walt Frazier, New York Knicks
- Segundo Time:
  - Paul Silas, Boston Celtics
  - Mike Riordan, Baltimore Bullets
  - Nate Thurmond, Golden State Warriors
  - Norm Van Lier, Chicago Bulls
  - Don Chaney, Boston Celtics